# Loudéac Communauté − Bretagne Centre
Loudéac Communauté – Bretagne Centre est une communauté de communes française, créée au 1er janvier 2017 et située dans le département des Côtes-d'Armor, en région Bretagne.

## Historique
Fin 2014, le président de la communauté intercommunale pour le développement de la région et des agglomérations de Loudéac (CIDERAL) annonce une réflexion en vue de la fusion de son intercommunalité avec la communauté de communes Hardouinais Mené (qui regroupe alors Laurenan, Merdrignac, Loscouët-sur-Meu, Gomené, Illifaut, Mérillac, Saint-Launeuc, Saint-Vran et Trémorel), dans le cadre de la réforme des collectivités territoriales françaises, qui formerait une communauté d'agglomération, dotée de compétences plus importantes qu'une communauté de communes, mais bénéficiant également de dotations de l'État plus importantes. Cette réflexion intègre la commune nouvelle du Mené, constituée par la fusion/dissolution de la communauté de communes du Mené,.
La création d'une communauté d'agglomération s'est néanmoins révélée impossible, la ville-centre qu'est Loudéac ayant moins de 15 000 habitants, malgré ses tentatives de fusionner avec ses voisines afin d'atteindre ce seuil,, et une relance de cette démarche d'intégration poursuivie en 2018
La communauté de communes est créée au 1er janvier 2017 par arrêté préfectoral du 9 novembre 2016,. Elle est formée par fusion de deux communautés de communes, la communauté intercommunale pour le développement de la région et des agglomérations de Loudéac (CIDÉRAL) et la communauté de communes Hardouinais Mené, étendue à une commune issue de Pontivy communauté (Mûr-de-Bretagne, intégrée au 1er janvier 2017 dans la commune nouvelle de Guerlédan) et à la commune nouvelle du Mené.
Le 1er janvier 2019, les communes de Plouguenast et de Langast fusionnent au sein de Plouguenast-Langast, réduisant à 41 le nombre de communes associées.
Le 1er janvier 2025, Saint-Launeuc fusionne avec Merdrignac au sein d'une commune nouvelle du même nom et Plumieux fusionne également avec les communes du Cambout et de Coëtlogon.

## Territoire communautaire

### Géographie
Située au sud du département des Côtes-d'Armor, la communauté de communes Loudéac Communauté - Bretagne Centre regroupe 38 communes et s'étend sur 1 168,4 km2.

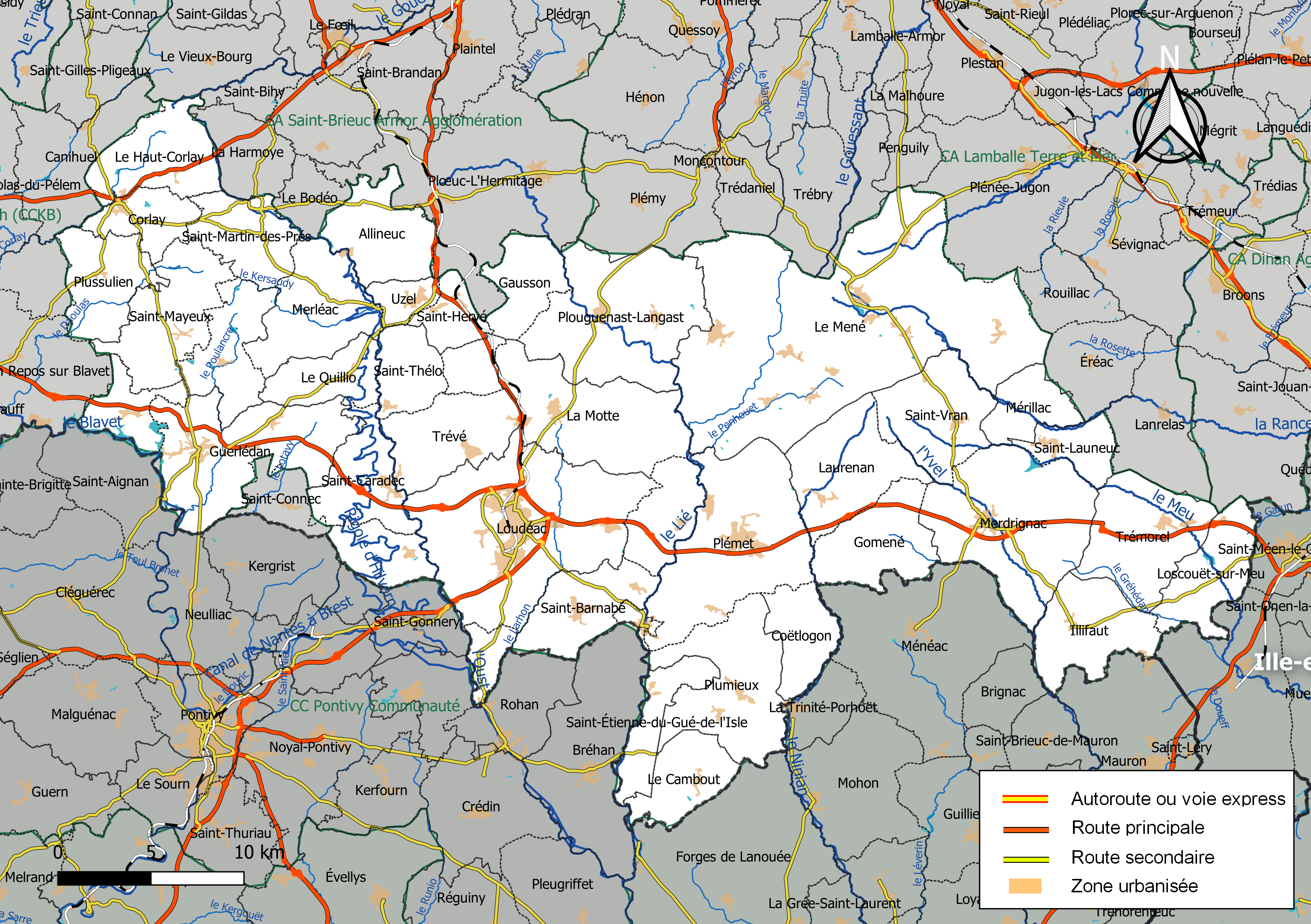
Carte de la communauté de communes Loudéac Communauté - Bretagne Centre au 1er janvier 2019.

### Composition
La communauté de communes est composée des 38 communes suivantes :

| Nom                            | Code Insee | Gentilé          | Superficie (km2) | Population (dernière pop. légale) | Densité (hab./km2) |
| ------------------------------ | ---------- | ---------------- | ---------------- | --------------------------------- | ------------------ |
| Loudéac (siège)                | 22136      | Loudéaciens      | 80,24            | 9 875 (2022)                      | 123                |
| Allineuc                       | 22001      | Allineucois      | 24,09            | 592 (2022)                        | 25                 |
| Caurel                         | 22033      | Caurellois       | 11,65            | 355 (2022)                        | 30                 |
| La Chèze                       | 22039      | Chéziens         | 2,53             | 572 (2022)                        | 226                |
| Corlay                         | 22047      | Corlaysiens      | 13,8             | 913 (2022)                        | 66                 |
| Gausson                        | 22060      | Gaussonais       | 16,71            | 648 (2022)                        | 39                 |
| Gomené                         | 22062      | Gomenéens        | 25,37            | 549 (2022)                        | 22                 |
| Grâce-Uzel                     | 22068      | Grâcieux         | 7,95             | 429 (2022)                        | 54                 |
| Guerlédan                      | 22158      |                  | 47,75            | 2 528 (2022)                      | 53                 |
| Le Haut-Corlay                 | 22074      | Haut-Corlaysiens | 25,64            | 650 (2022)                        | 25                 |
| Hémonstoir                     | 22075      | Hémonstoriens    | 14,03            | 708 (2022)                        | 50                 |
| Illifaut                       | 22083      | Illifautais      | 26,71            | 688 (2022)                        | 26                 |
| Laurenan                       | 22122      | Laurenanais      | 30,9             | 742 (2022)                        | 24                 |
| Loscouët-sur-Meu               | 22133      | Loscouëtais      | 22,26            | 644 (2022)                        | 29                 |
| Le Mené                        | 22046      |                  | 163,23           | 6 420 (2022)                      | 39                 |
| Merdrignac                     | 22147      | Merdrignaciens   | 68,7             | 3 140 (2022)                      | 46                 |
| Mérillac                       | 22148      | Mérillaciens     | 13,86            | 242 (2022)                        | 17                 |
| Merléac                        | 22149      | Merléaciens      | 30,03            | 463 (2022)                        | 15                 |
| La Motte                       | 22155      | Mottois          | 43,03            | 2 159 (2022)                      | 50                 |
| Plémet                         | 22183      | Plémétais        | 56,64            | 3 751 (2022)                      | 66                 |
| Plouguenast-Langast            | 22219      |                  | 55,57            | 2 390 (2022)                      | 43                 |
| Plumieux                       | 22241      | Plumetais        | 73,29            | 1 654 (2022)                      | 23                 |
| Plussulien                     | 22244      | Plussulianais    | 22,49            | 507 (2022)                        | 23                 |
| La Prénessaye                  | 22255      | Prénessayais     | 16,97            | 870 (2022)                        | 51                 |
| Le Quillio                     | 22260      | Quilliotais      | 16,16            | 591 (2022)                        | 37                 |
| Saint-Barnabé                  | 22275      | Barnabéens       | 22,75            | 1 219 (2022)                      | 54                 |
| Saint-Caradec                  | 22279      | Caradocéens      | 21,94            | 1 132 (2022)                      | 52                 |
| Saint-Étienne-du-Gué-de-l'Isle | 22288      | Stéphanois       | 14,91            | 372 (2022)                        | 25                 |
| Saint-Gilles-Vieux-Marché      | 22295      | Saint-Gillois    | 21,95            | 315 (2022)                        | 14                 |
| Saint-Hervé                    | 22300      | Hervéens         | 9,83             | 413 (2022)                        | 42                 |
| Saint-Martin-des-Prés          | 22313      | Martinais        | 20,3             | 321 (2022)                        | 16                 |
| Saint-Maudan                   | 22314      | Meldanais        | 6,67             | 399 (2022)                        | 60                 |
| Saint-Mayeux                   | 22316      | Mayochins        | 30,63            | 460 (2022)                        | 15                 |
| Saint-Thélo                    | 22330      | Thélossiens      | 14,56            | 377 (2022)                        | 26                 |
| Saint-Vran                     | 22333      | Brennoviens      | 28,12            | 755 (2022)                        | 27                 |
| Trémorel                       | 22371      | Trémorelais      | 33,76            | 1 154 (2022)                      | 34                 |
| Trévé                          | 22376      | Trévéens         | 26,63            | 1 680 (2022)                      | 63                 |
| Uzel                           | 22384      | Uzelais          | 6,79             | 1 134 (2022)                      | 167                |

### Démographie
| 1968   | 1975   | 1982   | 1990   | 1999   | 2010   | 2015   | 2022   |
| ------ | ------ | ------ | ------ | ------ | ------ | ------ | ------ |
| 52 140 | 52 001 | 52 010 | 51 204 | 49 483 | 51 691 | 51 474 | 51 811 |

## Organisation

### Siège
La communauté de communes a son siège à Loudéac, 4-6 boulevard de la Gare.

### Élus
Le conseil communautaire de la communauté de communes se compose de 72 conseillers, représentant chacune des communes membres et élus pour une durée de six ans.
Ils sont répartis comme suit :
| Nombre de conseillers | Communes                       |
| --------------------- | ------------------------------ |
| 13                    | Loudéac                        |
| 8                     | Le Mené                        |
| 4                     | Merdrignac, Plémet             |
| 3                     | Guerlédan, Plouguenast-Langast |
| 2                     | La Motte, Trévé                |
| 1 (+1 suppléant)      | les 33 autres communes         |

### Présidence
Le conseil communautaire du  15 juillet 2020 a élu  son président, Xavier Hamon, maire du Quillio.
| Période       | Période      | Identité         | Étiquette | Qualité                                                     |
| ------------- | ------------ | ---------------- | --------- | ----------------------------------------------------------- |
| janvier 2017, | juillet 2020 | Georges Le Franc | DVG       | Agriculteur Maire de Saint-Barnabé (2014 → )                |
| juillet 2020  | En cours     | Xavier Hamon     | SE        | Technicien supérieur hospitalier Maire du Quillio (2008 → ) |

### Compétences
L'intercommunalité exerce les compétences qui lui ont été transférées par les communes membres, dans les conditions déterminées par le code général des collectivités territoriales. Il s'agit de :
- Aménagement de l’espace
- Actions de développement économique et touristique
- Accueil des gens du voyage
- Collecte et traitement des déchets des ménages et déchets assimilés
- Protection et mise en valeur de l’environnement
- Politique du logement et du cadre de vie
- Création, aménagement et entretien de la voirie
- Construction, entretien et fonctionnement d’équipements culturels et sportifs d’intérêt communautaire et d’équipements de l’enseignement pré élémentaire et élémentaire d’intérêt communautaire
- Action sociale d’intérêt communautaire
- Création et gestion de maisons de services publics
- Aménagement numérique du territoire - Services au public
- Gendarmerie
- Assainissement
- Sauvegarde du patrimoine déclaré d’intérêt communautaire
- Coopération décentralisée
- Mutualisation des moyens, de personnels et autres

### Régime fiscal et budget
La communauté de communes est un établissement public de coopération intercommunale à fiscalité propre.
Afin de financer l'exercice de ses compétences, l'intercommunalité perçoit la fiscalité professionnelle unique (FPU) – qui a succédé à la taxe professionnelle unique (TPU) – et assure une péréquation de ressources entre les communes résidentielles et celles dotées de zones d'activité.
Elle perçoit également une redevance d'enlèvement des ordures ménagères (REOM), qui finance le fonctionnement de ce service public.

## Projets et réalisations
Démocratie participative
L'intercommunalité s'est dotée d'un conseil communautaire de jeunes, qui a été renouvelé en juin  2018.
Sports
Le conseil communautaire d'octobre 2018 a approuvé par 62 élus voix sur 69 votants la construction du futur Vélodrome de Bretagne, vélodrome couvert de 500 places, équipé d’une piste en bois de 200 mètres et destiné à favoriser sur ce territoire marqué par le cyclisme sur piste, d’une filière sport-étude consacrée au cyclisme, l’accueil à moyen terme d’un Pôle France et la formation de futurs champions bretons.
Son coût est évalué à 12 millions d'euros, cofinancé par la région, le département et la ville de Loudéac. LCBC s'engage à hauteur de 3,7 millions d’euros, dont environ un demi million provenant de la vente de l'équipement précédent. et un tiers du coût de fonctionnement, le surplus étant amené par le Comité régional de cyclisme, qui est prêt à s’engager à fond dans le fonctionnement sportif et la prise en charge du personnel. Le projet du vélodrome couvert de Loudéac date de 2013. Il était la condition sine qua non à la venue du siège du comité Bretagne à Loudéac.

## Langue gallèse
Le Pays de Loudéac est le pays où le pourcentage de locuteurs de gallo par rapport à la population est le plus élevé : 27,3 % de la population parlent le gallo, 39,2 % de la population comprennent le gallo .